# Cúpula de Hierro
La Cúpula de Hierro (en hebreo: כִּפַּת בַּרְזֶל‎, transl. Kipat barzel; en inglés: Iron Dome), también conocido en ocasiones como Domo de Hierro, es un sistema móvil de defensa aérea israelí desarrollado por las empresas Rafael Advanced Defense Systems e Israel Aerospace Industries. Se trata de un sistema de misiles superficie-aire (SAM) diseñado para interceptar y destruir cohetes de corto alcance, aeronaves y otros misiles lanzados desde una distancia de 4 a 70 kilómetros. 
Este sistema es utilizado por el Estado de Israel, quien prevé a medio plazo aumentar el alcance efectivo de los misiles de 70 a 250 kilómetros y aumentar su versatilidad, como la capacidad de interceptar misiles provenientes de múltiples direcciones.El sistema fue creado como respuesta defensiva a la amenaza sobre la población israelí de la caída de cohetes procedentes de las fronteras norte y sur. Es también pionero en el uso del sistema SPYDER.
Cúpula de Hierro fue declarada operativa y desplegada el 27 de marzo de 2011 cerca de Beerseba. El 7 de abril el sistema interceptó con éxito un primer misil Grad lanzado desde la franja de Gaza. El 10 de mayo el Jerusalem Post publicó que el sistema había derribado el 90 % de los misiles lanzados hacia Israel. En noviembre ya habían sido interceptados más de 400 cohetes. Cúpula de Hierro también es capaz de interceptar aeronaves a una altitud máxima de 10.000 metros, por lo cual está considerado uno de los mejores escudos de misiles operativos.

## Trasfondo

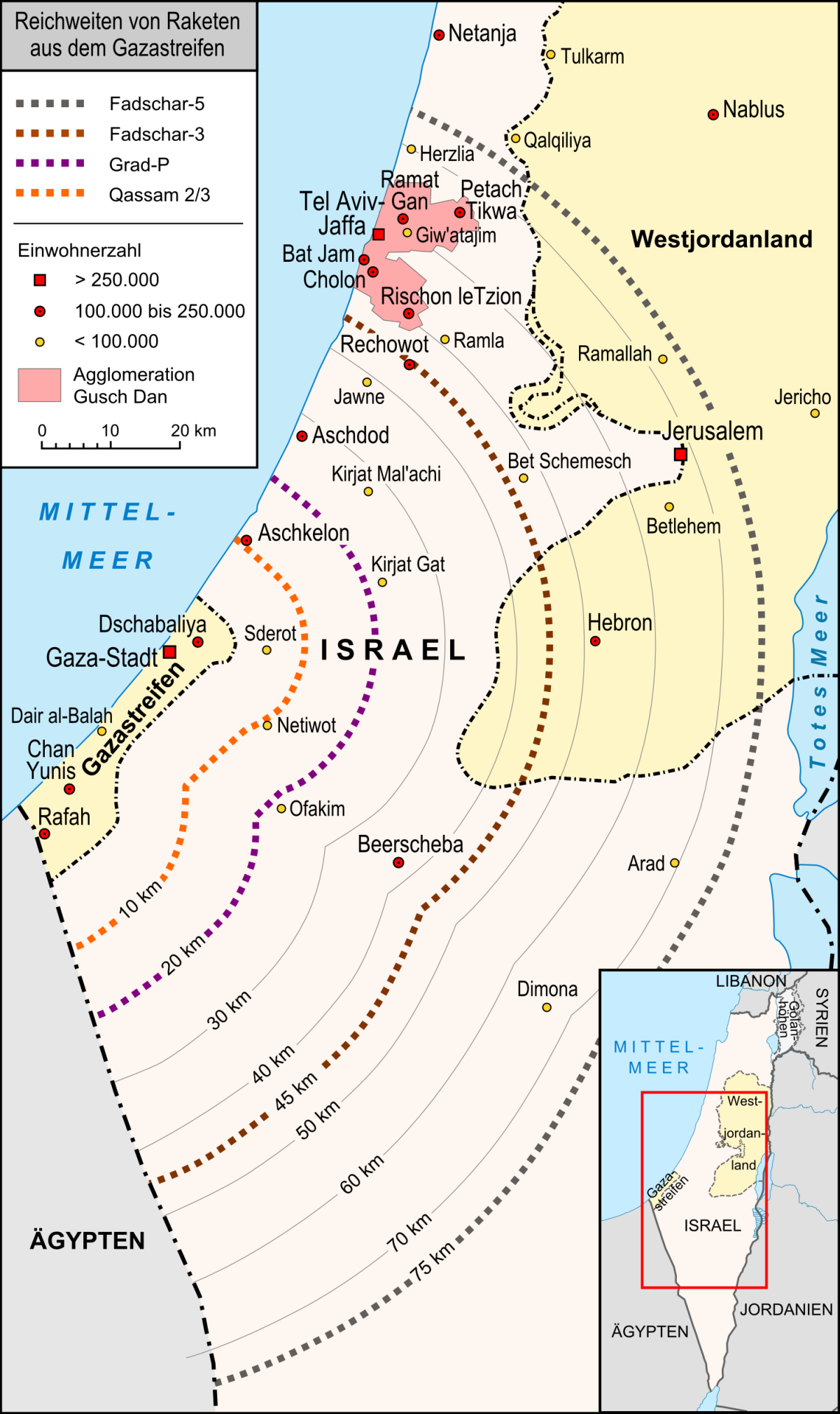
Alcance de cohetes desde la Franja de Gaza.

Hezbolá, con base en el Líbano, lanzó cohetes contra centros de población del norte de Israel en la década de 1990, lo que representó un desafío a la seguridad de las Fuerzas de Defensa de Israel. Israel había planteado la idea de tener su propio sistema antimisiles de corto alcance, pero los funcionarios de defensa estadounidenses advirtieron que estaría "condenado al fracaso".
En 2004, la idea de Cúpula de Hierro cobró impulso con la designación del general de brigada Daniel Gold como jefe de la oficina de investigación y desarrollo de las Fuerzas de Defensa de Israel (FDI). Gold fue un fuerte partidario del proyecto antimisiles, eludiendo incluso las regulaciones de contratación del ejército para asegurar la financiación. También ayudó a persuadir a políticos clave para que apoyaran el proyecto.
Durante la Segunda Guerra del Líbano de 2006, aproximadamente 4.000 cohetes disparados por Hezbolá (la gran mayoría de los cuales eran cohetes Katiusha de corto alcance) cayeron en el norte de Israel, incluida Haifa, la tercera ciudad más grande del país. El bombardeo de cohetes mató a 44 civiles israelíes y provocó que unos 250.000 ciudadanos israelíes fueran evacuados y reubicados en otras partes de Israel, mientras que aproximadamente un millón de israelíes fueron confinados en refugios antiaéreos o cerca de ellos durante el conflicto.
Al sur, entre 2000 y 2008 se dispararon indiscriminadamente desde Gaza más de 8.000 proyectiles (se estima que 4.000 cohetes y 4.000 bombas de mortero) contra Israel, principalmente por Hamás. Casi todos los cohetes disparados fueron Qassams lanzados con lanzadores Grad de 122 mm introducidos de contrabando en la Franja de Gaza, lo que proporciona un mayor alcance que otros métodos de lanzamiento. Casi un millón de israelíes que viven en el sur estaban dentro del alcance de los cohetes, lo que representaba una grave amenaza para la seguridad del país y sus ciudadanos.
En febrero de 2007, el ministro de Defensa, Amir Peretz, seleccionó a Cúpula de Hierro como la defensa de Israel contra esta amenaza de cohetes de corto alcance. Desde entonces, los $210 El sistema Millon ha sido desarrollado por Rafael Advanced Defense Systems en colaboración con las Fuerzas de Defensa de Israel.
En mayo de 2021 se estimó que los grupos militantes palestinos tenían un arsenal de unos 30.000 cohetes y bombas de mortero en Gaza, todos los cuales podrían ser objetivos potenciales del misil Cúpula de Hierro si se disparara. El alcance varía mucho y faltan sistemas de guía, pero la precisión ha mejorado con los años. Existen estimaciones sobre el número y tipo de cohetes, su alcance y su carga útil.

## Nombre
El líder del proyecto, el coronel S., y su equipo de la Administración para el Desarrollo de Armas e Infraestructura Tecnológica (Maf'at) necesitaban un nombre apropiado para el sistema. Según el coronel S.,

El primer nombre que se me ocurrió fue "Anti-Qassam", pero cuando el proyecto empezó a avanzar me di cuenta de que era problemático... Me senté con mi esposa y juntos pensamos en nombres adecuados. Ella sugirió el nombre "Tamir" (acrónimo hebreo de טיל מיירט, "Til Meyaret", "misil interceptor") para el misil, y para el sistema en sí pensamos en "Golden Dome". El domingo siguiente, "Tamir" fue aprobado inmediatamente, pero había un problema con "Golden Dome": podría percibirse como ostentoso. Así que se cambió a "Iron Dome".

## Presupuesto
El sistema está diseñado para contrarrestar cohetes de corto alcance y proyectiles de artillería de 155 mm con un alcance de hasta 70 kilómetros (43,5 mi). Según su fabricante, Cúpula de Hierro funciona día y noche, en condiciones climáticas adversas, y puede responder a múltiples amenazas simultáneamente.
Cúpula de Hierro tiene tres componentes centrales:
- Radar de detección y seguimiento: el sistema de radar está construido por Elta, una empresa de defensa israelí y subsidiaria de Israel Aerospace Industries, y por las Fuerzas de Defensa de Israel.
- Gestión de batalla y control de armas (BMC): el centro de control está construido para Rafael por mPrest Systems, una empresa de software israelí.

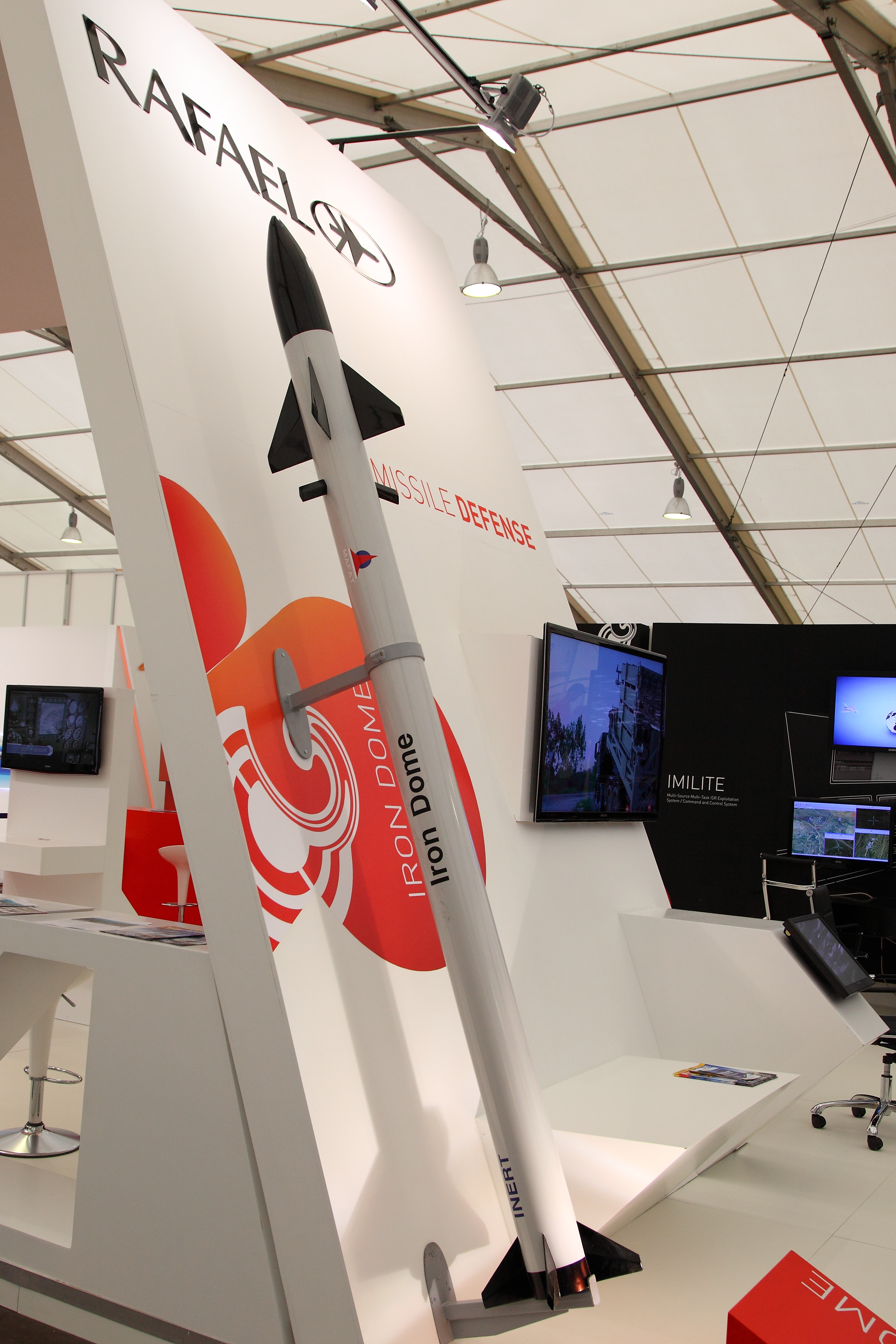
Un ejemplo de un misil interceptor utilizado por Cúpula de Hierro.

- Un ejemplo de un misil interceptor utilizado por Cúpula de Hierro.Unidad de lanzamiento de misiles: la unidad lanza el misil interceptor Tamir, equipado con sensores electroópticos y varias aletas de dirección para una alta maniobrabilidad. El misil fue construido por Rafael.[19] Una batería típica de Cúpula de Hierro tiene entre 3 y 4 lanzadores (20 misiles por lanzador).[20] El radar del sistema se denomina EL/M-2084. Detecta el lanzamiento del cohete y sigue su trayectoria. El BMC calcula el punto de impacto según los datos informados y utiliza esta información para determinar si el objetivo constituye una amenaza para un área designada. Sólo cuando se determina dicha amenaza, se dispara un misil interceptor para destruir el cohete entrante antes de que alcance el área de impacto prevista.[14]

### Comparación con una batería típica
La batería de misiles de defensa aérea típica consta de una unidad de radar, una unidad de control de misiles y varios lanzadores, todos ubicados en el mismo sitio.
Por el contrario, Cúpula de Hierro está diseñado para desplegarse en un patrón disperso. Cada lanzador, que contiene 20 interceptores, se despliega de forma independiente y se opera de forma remota a través de una conexión inalámbrica segura. Según se informa, cada batería Cúpula de Hierro es capaz de proteger un área urbana de aproximadamente 150 kilómetros cuadrados (57,9 mi²).

## Financiación
La financiación inicial y el desarrollo del sistema Cúpula de Hierro fueron proporcionados y llevados a cabo por Israel. Esto permitió el despliegue de los dos primeros sistemas Cúpula de Hierro.  Posteriormente, Estados Unidos ha proporcionado financiación para sistemas Cúpula de Hierro adicionales, junto con financiación reiterada para el suministro de misiles de interceptación.  De 2011 a 2021, Estados Unidos contribuyó con un total de US$1,6 mil millones de dólares al sistema de defensa Cúpula de Hierro, con otros US$1 mil millones aprobados por el Congreso de Estados Unidos en 2022.
La financiación para la producción y el despliegue de estas baterías Cúpula de Hierro y misiles interceptores adicionales fue aprobada por el Congreso de los Estados Unidos, después de ser solicitada por el presidente Barack Obama en 2010. En mayo de 2010, la Casa Blanca anunció que Obama buscaría 205 millones del Congreso en su presupuesto de 2011, para estimular la producción y el despliegue de baterías Cúpula de Hierro adicionales. El portavoz de la Casa Blanca, Tommy Vietor, declaró: "El presidente reconoce la amenaza que suponen para los israelíes los misiles y cohetes disparados por Hamás y Hezbolá, y por ello ha decidido buscar financiación en el Congreso para apoyar la producción del sistema de defensa antimisiles de corto alcance de Israel, llamado Cúpula de Hierro". Esta sería la primera inversión directa de Estados Unidos en el proyecto. Esta asistencia financiera podría acelerar la finalización del sistema defensivo, que se ha visto demorada durante mucho tiempo debido a déficits presupuestarios. Unos días más tarde, el 20 de mayo de 2010, la Cámara de Representantes de Estados Unidos aprobó la financiación en una votación de 410 a 4. El proyecto de ley, Ley de Cooperación y Apoyo para la Defensa de Misiles entre Estados Unidos e Israel (HR 5327), fue patrocinado por el representante Glenn C. Nye de Virginia. Se esperaba que este dinero se incluyera en el presupuesto de 2011. Una vez recibido el dinero en 2011, tuvieron que pasar otros 18 meses antes de que las baterías adicionales fueran entregadas a la fuerza aérea.
El 9 de mayo de 2011, Haaretz publicó que el director general del Ministerio de Defensa, mayor general (en reserva) Udi Shani, dijo que Israel planea invertir casi 1.000 millones de dólares en el país. mil millones en los próximos años para el desarrollo y producción de baterías Cúpula de Hierro. "Ya no nos estamos acercando a esto en términos de capacidades operativas iniciales, sino que estamos definiendo el objetivo final para absorber los sistemas, en términos de cronograma y fondos. Estamos hablando de [tener] 10 a 15 baterías Cúpula de Hierro. Invertiremos casi $1 mil millones en esto. Este es el objetivo, además de los $205 millones que el gobierno estadounidense ha autorizado", dijo Shani.
El 4 de abril de 2012, Reuters informó que un alto funcionario israelí, durante una reunión informativa con un pequeño grupo de periodistas bajo condición de anonimato, predijo un aumento del alcance de interceptación de hasta 250 kilómetros (155,3 mi), así como una orientación más flexible de las unidades Cúpula de Hierro, reduciendo así el número de baterías necesarias para un despliegue completo en Israel. Eso ayudaría a Israel a hacer frente a la perspectiva de una reducción de la financiación de los Estados Unidos, mientras que una "nueva ronda" de conversaciones sobre la financiación de la defensa contra misiles se completaría en dos o tres meses, anticipó. Si bien elogió la generosidad estadounidense, el funcionario dijo que los planificadores estadounidenses han pedido a Israel que "señale honestamente dónde está el límite superior en términos de lo que se puede implementar" con la Cúpula de Hierro. Dijo que Estados Unidos está "inmerso en problemas (fiscales)", por lo que no quiere "dar dinero sólo por hacerlo".
A cambio del segundo tramo de financiación para el despliegue, Estados Unidos pidió a Israel acceso y una participación en elementos de la tecnología del sistema.
El 17 de mayo de 2012, cuando el ministro de Defensa israelí , Ehud Barak, se reunió con el Secretario de Defensa de los EE.UU., Leon Panetta, el Pentágono emitió una declaración del Secretario que decía en parte: "Me complació informar al Ministro Barak que el Presidente apoya el sistema Cúpula de Hierro de Israel y me ordenó completar los 70 millones de dólares en asistencia para Cúpula de Hierro que el Ministro Barak me indicó que Israel necesita este año fiscal".

El 18 de mayo de 2012, la Cámara de Representantes aprobó la Ley de Autorización de Defensa Nacional para el Año Fiscal 2013, HR 4310, con $680 millones para Cúpula de Hierro en la Sección 227. El informe que acompaña al proyecto de ley, 112-479, también pide el intercambio de tecnología, así como la coproducción de Cúpula de Hierro en los Estados Unidos a la luz del costo de casi 900 millones de dólares. millones invertidos en el sistema desde 2011.
La Sección 227, Programa de Defensa de Cohetes de Corto Alcance Cúpula de Hierro, autorizaría $680.00 millones para el sistema Cúpula de Hierro en los años fiscales 2012-2015 en PE 63913C para la adquisición de baterías e interceptores adicionales y para gastos de operaciones y mantenimiento. Esta sección también requeriría que el Director de la Agencia de Defensa de Misiles establezca dentro de la MDA una oficina de programa para esfuerzos cooperativos de defensa de misiles en el sistema Cúpula de Hierro para asegurar una cooperación a largo plazo en este programa. El comité tiene conocimiento de que la Ley de Autorización de Defensa Nacional para el Año Fiscal 2011 (Ley Pública 111-383) incluyó $205.0 millones para el sistema de defensa con misiles de corto alcance Cúpula de Hierro para el Estado de Israel. El comité observa que el sistema Cúpula de Hierro ha demostrado ser muy eficaz para derrotar a los cohetes amenazantes lanzados contra objetivos protegidos. El comité también señala que si se pagaran los 680,00 dólares Si se utilizan millones de dólares en el programa, la inversión total de los contribuyentes estadounidenses en este sistema ascenderá a casi 900,000 dólares. millones desde el año fiscal 2011, pero Estados Unidos no tiene derechos sobre la tecnología involucrada. El comité cree que el Director debe asegurarse, antes de desembolsar los $680 autorizados millones para Cúpula de Hierro, que Estados Unidos tiene los derechos apropiados sobre esta tecnología para fines de defensa de los Estados Unidos, sujeto a un acuerdo con la Organización de Defensa de Misiles de Israel, y de una manera consistente con la cooperación previa entre Estados Unidos e Israel en materia de defensa de misiles en los sistemas Arrow y David's Sling. El comité también cree que el Director debería explorar cualquier oportunidad de entrar en coproducción del sistema Cúpula de Hierro con Israel, a la luz de la importante inversión estadounidense en este sistema.
El 4 de junio de 2012, el Comité de Servicios Armados del Senado de Estados Unidos incluyó 210 millones para Cúpula de Hierro, en su versión de la Ley de Autorización de Defensa Nacional para 2013, S.3254. El proyecto de ley ha sido aprobado por el comité y está a la espera de que se le asigne una fecha para su consideración por el pleno del Senado.
La sección 237, Disponibilidad de fondos para el programa de defensa con cohetes de corto alcance Cúpula de Hierro, dice que de los montos autorizados para ser asignados para el año fiscal 2013 por la sección 201 para investigación, desarrollo, prueba y evaluación, a nivel de defensa, y disponibles para la Agencia de Defensa de Misiles, $210,000,000 pueden ser proporcionados al Gobierno de Israel para el programa de defensa con cohetes de corto alcance Cúpula de Hierro como se especifica en la tabla de financiamiento de la sección 4201.
El 17 de enero de 2014, Obama firmó la Ley de Asignaciones Consolidadas para el año fiscal 2014. El proyecto de ley prevé 235 dólares millones para que Israel adquiera el sistema Cúpula de Hierro. El gobierno israelí también acordó gastar más de la mitad de los fondos que Estados Unidos proporciona para el sistema Cúpula de Hierro en Estados Unidos. Los fondos destinados a contratistas estadounidenses aumentarán del 3 por ciento anterior al 30 por ciento en 2014 y al 55 por ciento en 2015, según un informe de la Agencia de Defensa de Misiles de Estados Unidos al Congreso.
El 1 de agosto de 2014, el Congreso aprobó una medida para entregar $225 millones adicionales en ayuda a Israel, con el objetivo de reponer fondos para el sistema Cúpula de Hierro en medio del conflicto entre Israel y Hamás. Tras la firma del proyecto de ley, para el cual "el Senado y la Cámara de Representantes, así como los republicanos y demócratas, dejaron de lado sus diferencias para avanzar con la solicitud de emergencia de Israel", la Casa Blanca declaró que "Estados Unidos ha sido claro desde el comienzo de este conflicto en que ningún país puede tolerar ataques con cohetes contra sus civiles" y que "apoya el derecho de Israel a defenderse de tales ataques". El Informe del Senado 113-211 de la Oficina de Publicaciones del Gobierno de los Estados Unidos, que acompañaba el texto HR 4870, recomendaba un aumento en la financiación del programa para el año fiscal 2015. El informe calcula que la "inversión estadounidense en la producción de Cúpula de Hierro desde el año fiscal 2011" asciende a más de 1 millón de dólares. mil millones.
Hasta la guerra de 2021 en Gaza, Estados Unidos había aportado un total de 1,6 miles de millones de dólares estadounidenses al sistema de defensa Cúpula de Hierro. Tras el fin del conflicto de 2021, Israel pidió a EE.UU. otros 1.000 millones de dólares para reponer las baterías Cúpula de Hierro, que fue aprobado por el Congreso de Estados Unidos en 2022.

## Coproducción con Estados Unidos
Ahora que Estados Unidos está a punto de aumentar considerablemente la financiación para Cúpula de Hierro, se han hecho llamamientos para la transferencia de tecnología y la coproducción de Cúpula de Hierro en Estados Unidos. De hecho, en agosto de 2011 se anunció la creación de una empresa conjunta para comercializar una variante de este sistema. La empresa conjunta se denomina Area Protection Systems. Así como Estados Unidos e Israel comparten la coproducción del sistema de misiles Arrow 3, con Boeing fabricando entre el 40 y el 50 por ciento del contenido de producción, hubo apoyo en el Congreso estadounidense, los medios de comunicación y los centros de estudios a favor de la coproducción. La Cámara de Representantes de Estados Unidos incluyó un texto en su informe de la Ley de Autorización de Defensa para el año fiscal 2013 que respalda a Cúpula de Hierro con 680 dólares. millones, pero también instruyendo que el director de la Agencia de Defensa de Misiles de los EE.UU., el Teniente General Patrick O'Reilly, "debería explorar cualquier oportunidad para entrar en coproducción del sistema Cúpula de Hierro con Israel, a la luz de la importante inversión estadounidense en este sistema". Hubo informes de los medios de comunicación de que el Pentágono estaba solicitando un lenguaje similar en la Ley de Autorización de Defensa del Senado, así como en los respectivos proyectos de ley de asignaciones de defensa de la Cámara y el Senado para 2013. Añadir Cúpula de Hierro a la lista de programas militares de alta tecnología construidos conjuntamente por ambas naciones ayudaría a fortalecer aún más los lazos entre Israel y Estados Unidos.
En julio de 2014 se anunció que Raytheon sería el principal socio estadounidense en la coproducción de los principales componentes del misil interceptor Tamir de Cúpula de Hierro. La empresa estadounidense debía suministrar los componentes a través de varios subcontratistas. Rafael y Raytheon se habían asociado para ofrecer el lanzador Cúpula de Hierro y el interceptor Tamir, conocido como SkyHunter en los Estados Unidos, al Ejército de los Estados Unidos como parte de su sistema de Capacidad de Protección contra Fuegos Indirectos (IFPC), pero en su lugar se eligió a Dynetics ofreciendo un lanzador basado en el Lanzador Multimisión disparando el AIM-9X Sidewinder.
En septiembre de 2014, Raytheon recibió un contrato de 150 millones de dólares para producir piezas para el Tamir. Las plantas de Tucson y Huntsville, Alabama, se beneficiarían, junto con otras dos empresas de Arizona.
En julio de 2015, la planta de Arizona había entrado en plena producción.
En agosto de 2020, los socios de la empresa conjunta acordaron realizar una inversión en una planta en Tucson.
El 12 de octubre de 2023, Estados Unidos prestó a Israel algunas unidades como consecuencia de los ataques del 7 de octubre. Dos semanas después, los socios de la empresa conjunta anunciaron una nueva inversión en la planta de misiles Tamir por un valor de 33 millones de dólares en East Camden, Arkansas, para servir al Cuerpo de Marines de los Estados Unidos, en lo que se conoció como el programa de Capacidad de Intercepción de Alcance Medio. En febrero de 2024, los socios de la empresa conjunta iniciaron esta inversión.

## Desarrollo

### Diseño
En 2005, el general de brigada Danny Gold, entonces jefe de Maf'at, decidió iniciar el programa que incluiría la investigación del sistema y una demostración del sistema de interceptación. En 2007, Israel encargó el desarrollo de Cúpula de Hierro, eligiendo al contratista israelí Rafael en lugar del gigante estadounidense Lockheed Martin. La empresa israelí mPrest Systems fue la encargada de programar el núcleo del sistema de gestión de batalla. Cúpula de Hierro pasó de la mesa de dibujo a estar listo para el combate en menos de cuatro años, un período de tiempo notablemente corto para un sistema de armas diseñado desde cero, según los expertos militares.

No había ningún sistema como este en ningún lugar del mundo en cuanto a capacidades, velocidad y precisión. Nos sentíamos como un start-up.
Eyal Ron, a manager at mPrest

Según los principales desarrolladores de Cúpula de Hierro, debido a limitaciones de calendario y configuraciones de bajo costo, algunos de los componentes del misil fueron tomados de un auto de juguete vendido por Toys "R" Us.

### Pruebas
- Julio de 2008: el misil interceptor Tamir fue sometido a pruebas con éxito.[61]
- Marzo de 2009: Israel probó con éxito el sistema de defensa antimisiles, aunque todavía no logró interceptar ningún proyectil.[62]
- Julio de 2009: el sistema interceptó con éxito una serie de cohetes que imitaban a los cohetes Qassam y Katiusha de corto alcance en una prueba del Ministerio de Defensa.[63]
- Agosto de 2009: las FDI completaron el establecimiento de un nuevo batallón que operará el sistema Cúpula de Hierro. El batallón es parte de la División de Defensa Aérea de la Fuerza Aérea de Israel. El sistema se desplegaría primero a lo largo de la frontera con Gaza y luego a lo largo de la frontera con el Líbano. Estaba previsto que el sistema comenzara a funcionar a mediados de 2010.[64]
- Enero de 2010: Cúpula de Hierro interceptó con éxito múltiples descargas de cohetes que imitaban los Qassam y Katiushas. El director general del Ministerio de Defensa, Pinhas Buchris, declaró que el sistema en última instancia "transformaría" la seguridad de los residentes del sur y el norte de Israel.[65]
- Julio de 2010: El sistema interceptó con éxito múltiples descargas de cohetes que imitaban los Qassam y Katiusha. Durante la prueba, Cúpula de Hierro logró distinguir con éxito los cohetes que representaban una amenaza de aquellos que no podían caer en áreas designadas y no necesitaban ser interceptados.[66]
- Marzo de 2011: Las Fuerzas de Defensa de Israel declararon operativo el sistema Cúpula de Hierro y el ministro de Defensa, Ehud Barak, autorizó su despliegue.[67][68]

Durante la primera etapa de las tareas operativas de Cúpula de Hierro, la Fuerza Aérea israelí incluyó a muchos soldados de Sderot, citando la alta motivación entre los jóvenes de la ciudad antes del ejército para ser parte del proyecto.  El 947 El Batallón Stinger "Marksmen" de la Red de Defensa Aérea Israelí fue elegido como la primera unidad en familiarizarse con el Cúpula de Hierro y operarlo.

### Armas de energía
Aunque el sistema Cúpula de Hierro había demostrado su eficacia contra ataques con cohetes, los funcionarios del Ministerio de Defensa estaban preocupados de que no pueda hacer frente a los arsenales más masivos que posee Hezbolá en el Líbano si surgiera un conflicto. Aunque en la Operación Margen Protector tuvo una tasa de impacto del 90 por ciento solo contra cohetes que se determinó que se dirigían a áreas pobladas, se realizaron 735 intercepciones a un costo de 70.000 a 100.000 dólares por interceptor; con un estimado de 100.000 cohetes en posesión de Hezbolá, los sistemas Cúpula de Hierro podrían verse abrumados fiscal y físicamente por docenas de salvas entrantes. En 2014 se investigaron armas de energía dirigida como complemento a Cúpula de Hierro, con un coste de sistema más bajo y un menor coste por disparo. Los láseres de estado sólido en todo el mundo tienen niveles de potencia que van desde 10 a 40 kW; para destruir un cohete de forma segura a una distancia de 15-20 km (9,3-12,4 mi), varios rayos de baja potencia podrían coordinarse y converger en un punto para quemar su capa exterior y destruirla. Debido a que los rayos láser se distorsionan y se vuelven ineficaces en condiciones de niebla o nubes densas, cualquier arma láser necesitaría complementarse con Cúpula de Hierro.
En 1996, los israelíes desarrollaron el prototipo Nautilus y posteriormente lo desplegaron en Kiryat Shmona, la ciudad más septentrional de Israel, a lo largo de la frontera con el Líbano. Se utilizó una serie de componentes de otros sistemas y se logró mantener un haz en el mismo punto durante dos segundos continuos utilizando un prototipo temprano del radar Green Pine. Nautilus logró su objetivo de demostrar que el concepto era factible, pero nunca se desplegó operativamente, ya que el gobierno creía que enviar tropas terrestres para detener el lanzamiento de cohetes en la fuente era más rentable.
En el Salón Aeronáutico de Singapur de 2014, Rafael presentó su sistema de defensa aérea láser Rayo de Hierro, que es un arma de energía dirigida diseñada para complementar Cúpula de Hierro mediante el uso de un láser de alta energía para destruir cohetes, bombas de mortero y otras amenazas aéreas.  El desarrollo del sistema comenzó algún tiempo después de que finalizara el programa conjunto de desarrollo del láser Nautilus de Estados Unidos e Israel.
En diciembre de 2014, el exjefe de la Fuerza Aérea israelí y director de Boeing Israel, David Ivry, mostró interés en el Sistema de Armas Láser estadounidense (LaWS). A principios de ese mes, la armada de los Estados Unidos había revelado que el LaWS había sido montado en el USS Ponce apuntó a objetivos designados y los destruyó con una letalidad casi instantánea, costando cada disparo láser menos de un dólar.
En febrero de 2022, el primer ministro israelí , Naftali Bennett, anunció que un sistema láser terrestre comenzaría a implementarse dentro de un año, primero como prueba y luego de manera operativa. El sistema se desplegaría primero en el sur del país, en las zonas más amenazadas por los cohetes disparados desde la Franja de Gaza; el objetivo final era que Israel estuviera rodeado por un "muro láser" para protegerse de los cohetes, misiles y vehículos aéreos no tripulados. Si bien los láseres son más baratos por disparo, pueden verse afectados por el clima, tienen una velocidad de disparo lenta y menor alcance. Por lo tanto, se utilizarán junto con Cúpula de Hierro en situaciones en las que puedan reducir los costos generales de interceptación. El mes siguiente se firmó un contrato de adquisición para el sistema Iron Beam, pero se reveló que el cronograma para su implementación se retrasaría por varios años.

### Cúpula C
En octubre de 2014, Rafael presentó una versión naval del Cúpula de Hierro llamada C-Dome. Está diseñado para proteger a los buques en aguas azules y litorales de la trayectoria balística y de las armas de ataque directo disparadas en ataques de saturación. El C-Dome incluye un bote de 10 rondas cargado con interceptores Tamir lanzados verticalmente para una cobertura de 360 grados, una característica no compatible con el sistema Cúpula de Hierro basado en tierra; el propio radar de vigilancia del barco se utiliza para eliminar la necesidad de un radar de control de fuego dedicado. El sistema ocupa poco espacio, lo que permite su instalación en barcos pequeños, como patrulleros de alta mar, corbetas e incluso plataformas petrolíferas estacionarias. En las primeras etapas del desarrollo del concepto, Rafael estimó que podría tomar menos de un año construir un prototipo del sistema C-Dome. Ya se han iniciado conversaciones preliminares con usuarios potenciales. El C-Dome se utilizará en las corbetas de clase Sa'ar 6 de la Armada israelí.  El 18 de mayo de 2016, el coronel Ariel Shir, jefe de los sistemas de operaciones navales israelíes, anunció que el sistema había interceptado y destruido con éxito una salva de misiles de corto alcance mientras estaban desplegados en un buque de guerra en el mar. El 27 de noviembre de 2017, el ejército israelí declaró la capacidad operativa inicial del C-Dome, completando más de 18 meses de trabajo de integración y diseño.

### Contra los UAV
El Cúpula de Hierro ha sido presentado a las Fuerzas de Defensa de Israel como un sistema antiaéreo más rentable para interceptar vehículos aéreos no tripulados. Algunas estimaciones del costo de un interceptor Tamir rondan los 100.000 dólares, pero sigue siendo un 95 por ciento más barato que usar un MIM-104 Patriot, el principal interceptor israelí, que cuesta entre 2 y 3 millones de dólares. Aunque el Patriot tiene una cobertura más amplia, el bajo costo de los UAV y los escenarios operativos en los que se encontrarían harían que Cúpula de Hierro fuera igualmente efectivo contra ellos. No se necesitarían actualizaciones materiales para optimizar el sistema para misiones de destrucción de drones, ya que esta función y capacidad se ha publicitado desde su inicio.
En julio de 2015, Rafael publicó un video de los interceptores de la Cúpula de Hierro destruyendo varios vehículos aéreos no tripulados que volaban a baja y alta altitud en una prueba. Aunque algunos objetivos fueron destruidos por ojivas operadas por proximidad, en otros el interceptor logró un impacto cinético. La compañía afirma que el sistema es capaz de destruir vehículos aéreos no tripulados armados antes de que puedan acercarse lo suficiente para liberar sus municiones, y la mayoría de los vehículos aéreos no tripulados de reconocimiento de altitud media antes de que estén lo suficientemente cerca para inspeccionar un área.

### Otros usos
En junio de 2016, se reveló que el Cúpula de Hierro había sido probado para interceptar con éxito salvas de proyectiles de artillería, que normalmente son difíciles de destruir debido a la necesidad de penetrar el espesor de sus carcasas metálicas para llegar a la ojiva, y "múltiples" municiones guiadas de precisión aire-tierra (PGM) similares a la Munición de Ataque Directo Conjunto (JDAM).

## Despliegue
El sistema Cúpula de Hierro comenzó a operar a principios de 2011, inicialmente desplegado en bases de la fuerza aérea en el sur de Israel. Estaba previsto que se instalara en otras zonas, como la ciudad de Sderot, durante escaladas significativas a lo largo de la frontera de Gaza.

### 2011
El 27 de marzo de 2011, Al Jazeera English informó que Cúpula de Hierro se había desplegado por primera vez. El general de brigada Doron Gavish, comandante del cuerpo de defensa aérea de Israel, dijo que Cúpula de Hierro había pasado una serie de pruebas y había alcanzado su "fase de evaluación" en el campo. Estaba estacionado cerca de Beerseba, luego de dos ataques con cohetes en la zona ese mes.
El 7 de abril de 2011, tras su despliegue como "experimento operativo" el 3 de abril, el sistema interceptó con éxito en la zona de Ashkelon un cohete Grad disparado contra la ciudad; era la primera vez que se interceptaba un cohete de corto alcance disparado desde Gaza. Según informes de la zona, la interceptación pudo ser vista en localidades israelíes cercanas al norte de Gaza. Inmediatamente después, un avión de la IAF atacó con éxito al escuadrón que había disparado el cohete. Más tarde ese mismo día, las FDI subrayaron que el sistema, aunque operativo, todavía estaba bajo evaluación. El 8 de abril el sistema interceptó con éxito otros cuatro cohetes.
El 12 de abril, las FDI anunciaron que acelerarían la introducción de una tercera batería Cúpula de Hierro. Según Haaretz, los funcionarios de las FDI indicaron que el establecimiento de seguridad tenía la intención de garantizar que la tercera batería estuviera disponible en seis meses, en lugar de los 18 previstos. meses. Según el nuevo plan, los lanzadores de sistemas existentes se combinarían con otros componentes ya fabricados para acelerar la producción de la batería. De esa manera, en seis meses se crearía el primer batallón operativo Cúpula de Hierro, con baterías que podrían desplegarse en el sur o en otras zonas.
También según Haaretz, las FDI debían finalizar su programa de adquisición de largo plazo Cúpula de Hierro -apodado "Halamish"- dentro de unos meses (a partir de abril de 2011), lo que indicaría el número final de sistemas que se introducirían en el ejército. Los funcionarios de la Fuerza Aérea de Israel estimaron que el número de sistemas Cúpula de Hierro necesarios para cubrir las áreas amenazadas era de trece. Según Meir Elran, académico del Instituto de Estudios de Seguridad Nacional de Tel Aviv, Israel necesitaría un total de 20 baterías para proporcionar una defensa adecuada a sus fronteras con Gaza y el Líbano. Un despliegue de ese tipo requeriría asistencia financiera de los Estados Unidos, pero dijo que incluso en su forma original limitada, designada oficialmente como período de prueba, el sistema era importante.
El 5 de agosto de 2011, las FDI redesplegaron el sistema cerca de Ashkelon tras días de intensos disparos de cohetes desde Gaza hacia Israel. El despliegue se produjo un día después de que el alcalde de Ashkelon, Benny Vaknin, enviara al primer ministro Benjamin Netanyahu y al ministro de Defensa, Ehud Barak, una carta pidiéndoles que redistribuyeran el sistema.
El 18 de agosto de 2011, se dispararon cuatro cohetes desde Gaza hacia Ashkelon. El sistema determinó que dos eran una amenaza y los interceptó, ignorando a los otros dos que estaban dirigidos a zonas no pobladas. No se reportaron heridos ni daños. Los funcionarios de defensa dijeron que el Cúpula de Hierro sería reubicado en Beersheba.
El 20 de agosto de 2011, durante el ataque con una andanada de siete cohetes disparados casi simultáneamente contra Beer Sheva desde Gaza, uno de ellos no fue interceptado por el sistema de defensa, explotó en una zona residencial y mató a una persona. El general de brigada Doron Gavish, comandante del Cuerpo de Defensa Aérea de la IAF, dijo al día siguiente que "dijimos de antemano que este no era un sistema hermético", añadiendo que las unidades de defensa aérea estaban aprendiendo sobre la marcha y mejorando el rendimiento del sistema mientras lo operaban. "Este es el primer sistema de este tipo en el mundo; está en su primera prueba operativa; y ya hemos interceptado una gran cantidad de cohetes dirigidos contra comunidades israelíes, salvando muchas vidas civiles", dijo Gavish.
El 21 de agosto de 2011, Ynetnews informó que el éxito del sistema Cúpula de Hierro contra el fuego de cohetes de Gaza hizo que los alcaldes de las ciudades del sur se disputaran el derecho a ser los próximos en desplegarlo en su zona. Las FDI enfatizaron que "ningún sistema puede ofrecer una protección hermética" y que el sistema posicionado en Ashkelon era incapaz de extender su defensa a Ashdod, pero esto no impidió que los alcaldes presionaran al Ministerio de Defensa y a las FDI para que posicionaran las baterías Cúpula de Hierro dentro de los límites de su ciudad. Ashdod, Ofakim, Netivot, Beersheba y Ashkelon han querido lograr el sistema, pero las FDI sólo tenían dos baterías disponibles.
El mismo día, The Jerusalem Post informó que el ministro de Defensa, Ehud Barak, anunció que una tercera batería Cúpula de Hierro se instalaría en la región "en unas semanas", y estimó que se colocarían nueve baterías más en los próximos dos años. En ataques poco antes, el sistema había interceptado con éxito alrededor del 85% de los cohetes identificados como amenazas a zonas pobladas por el sistema de Control de Gestión de Batalla (BMC) lanzados contra Israel desde Gaza.
El 23 de agosto de 2011, Globes informó que Rafael invertiría decenas de millones de shekels en los próximos meses para abrir una segunda línea de producción de los misiles interceptores Tamir. Las necesidades operativas futuras, así como el plan de construir dos baterías más para finales de año, hicieron necesario aumentar la producción de misiles.
El 31 de agosto de 2011, la IAF desplegó una tercera batería en las afueras de Ashdod. El ministro de Defensa, Ehud Barak, que había dicho a principios de semana que tomaría 10 días hasta que la batería fuera desplegada cerca de Ashdod, elogió a las FDI y a la División de Defensa Aérea de la IAF por superar el plazo y comenzar el despliegue antes del inicio del año escolar.
El 1 de diciembre de 2011, el general de brigada Gavish dijo que una cuarta batería del sistema se desplegaría en los "próximos meses". Habló con The Jerusalem Post antes del reclutamiento de soldados más grande de la historia de la División de Defensa Aérea, necesario para llenar las filas de su creciente número de unidades y batallones. "Las cifras seguirán creciendo y a principios de año entrará en funcionamiento otra batería", afirmó. El 8 de diciembre, la "destacada" oficial capitana Roytal Ozen comenzó a comandar la unidad de la batería en preparación para su despliegue, convirtiéndose en la primera mujer a cargo del sistema.
El 6 de diciembre de 2011, Matan Vilnai, Ministro de Defensa Interior de Israel, dijo que el Ministerio de Defensa estaba considerando un despliegue permanente de una batería en el puerto de Haifa para proteger las refinerías de petróleo allí contra futuros ataques con cohetes de Hezbolá. "El trabajo continuo de las refinerías de petróleo es fundamental para la economía israelí en tiempos de guerra", afirmó. Durante la Segunda Guerra del Líbano en 2006, varios cohetes Katiusha alcanzaron Haifa, pero no las refinerías. Las autoridades temían que un impacto directo en una de las refinerías pudiera causar numerosas víctimas como resultado de una fuga de sustancias químicas peligrosas. El puerto también albergaba una terminal química que incluía contenedores de amoníaco y gas etileno.
El 30 de diciembre de 2011, The Jerusalem Post informó que un análisis de desempeño que había obtenido mostraba que Cúpula de Hierro tuvo éxito en derribar cohetes desde Gaza el 75% de las veces que fue disparado. Dijo que normalmente se disparan dos interceptores contra cada cohete. En abril de 2011, por ejemplo, el sistema logró interceptar ocho de diez cohetes. Después de la violencia de octubre, las FDI llevaron a cabo una investigación sobre el desempeño del sistema y descubrieron que una falla del radar provocó que algunos de los interceptores no alcanzaran sus objetivos, un problema que luego fue corregido. Un oficial le dijo al Post que "setenta y cinco por ciento es impresionante, pero aún así nos gustaría que tuviera un mejor desempeño".

#### Respuesta de los militantes palestinos

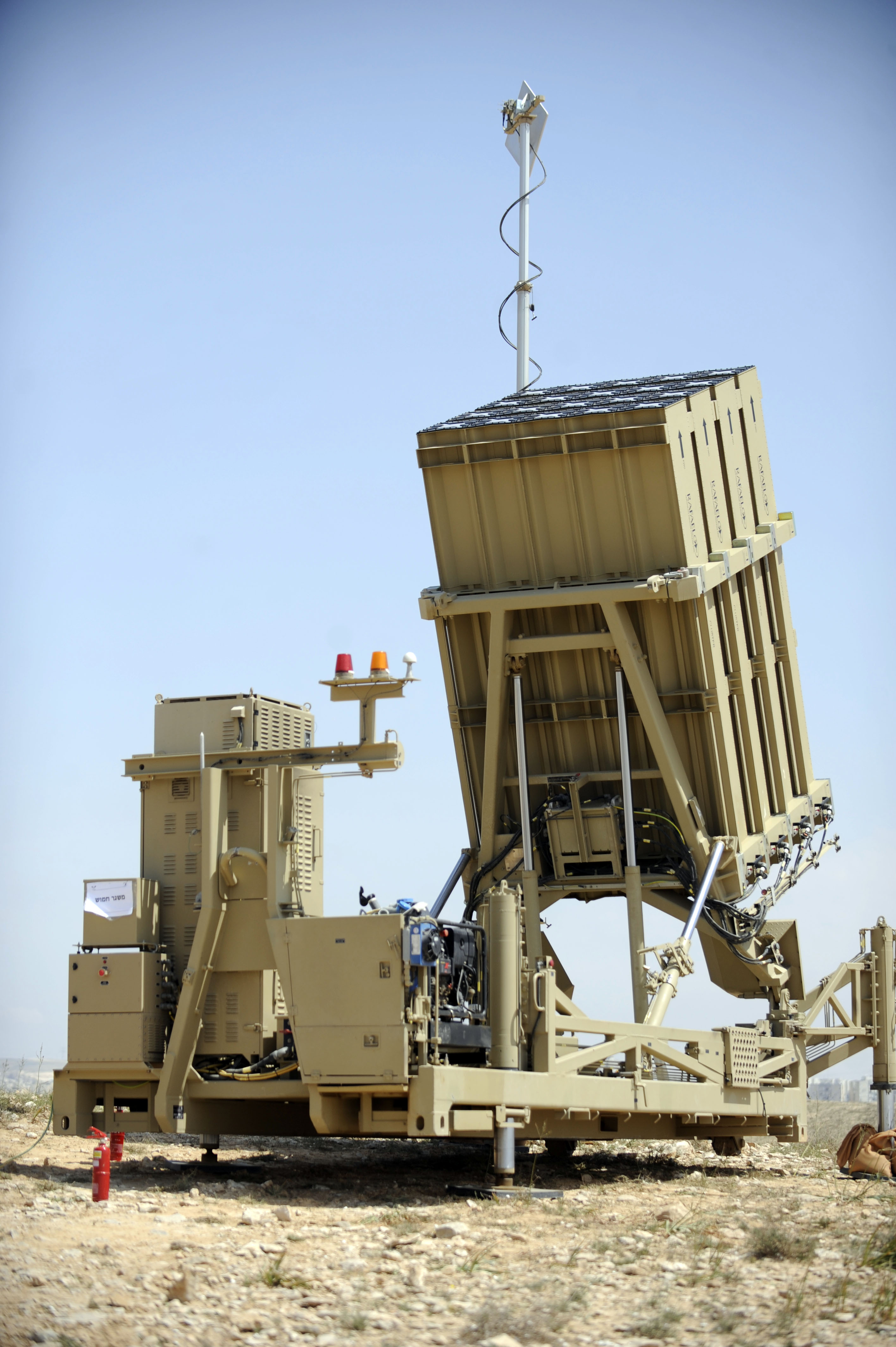
El lanzador Cúpula de Hierro se despliega cerca de Ashkelon

El 22 de agosto de 2011, Haaretz informó que, según fuentes de seguridad israelíes, militantes palestinos cambiaron sus tácticas de lanzamiento de cohetes en un intento de evadir las dos baterías Cúpula de Hierro desplegadas en el sur de Israel. Las nuevas tácticas incluían apuntar con mayor frecuencia a áreas más allá del rango de protección del sistema. Después de que los equipos de lanzamiento palestinos se dieron cuenta de que los sistemas desplegados en las dos semanas anteriores alrededor de Ashkelon y Beer Sheva proporcionaban una protección casi perfecta contra los cohetes, comenzaron a disparar con mayor frecuencia contra Ashdod y Ofakim. Cuando atacaron Beersheba el 21 de agosto, no dispararon cohetes individualmente como en el pasado, sino una salva de siete cohetes casi simultáneamente. Cúpula de Hierro interceptó cinco de ellos con éxito, pero uno penetró el sistema de defensa, explotando en una zona residencial y matando a un hombre.

#### Sentencia de la Corte Suprema de agosto de 2011
El 8 de agosto de 2011, el Tribunal Superior de Justicia de Israel rechazó una petición que solicitaba que se ordenara al gobierno desplegar el sistema en las comunidades fronterizas de Gaza. Al rechazar la petición, la presidenta de la Corte Suprema, Dorit Beinisch, y los jueces Salim Joubran y Uzi Fogelman dictaminaron que, al sopesar todas las consideraciones relevantes, incluidos los presupuestos, las cambiantes realidades de seguridad y los asuntos operativos, la decisión del gobierno de no desplegar el Cúpula de Hierro en la zona era razonable. El panel de jueces también dijo que el tribunal no tenía motivos para intervenir en las decisiones operativas sobre dónde desplegar el sistema. "Creemos que el Gobierno tomará las decisiones necesarias de acuerdo con los requisitos de tiempo y lugar", dijeron.
En su petición, el Consejo Regional Eshkol argumentó que se debería ordenar al gobierno desplegar la Cúpula de Hierro para proteger a las comunidades entre 4,5 y 7 kilómetros de Gaza por el lanzamiento de cohetes. La protección de techos con cohetes financiada por el gobierno está en funcionamiento para hogares en comunidades dentro de 4.5 kilómetros de Gaza, pero no para estructuras más alejadas de la frontera.
El Estado afirmó que el Tribunal Superior no debería intervenir en la "decisión militar" sobre cómo y dónde desplegar el sistema antimisiles. También argumentó que si el tribunal le ordenara desplegar el Cúpula de Hierro en una zona específica, las limitaciones presupuestarias harían que otras comunidades no recibieran protección, en particular porque el alcance de los cohetes palestinos había aumentado en los últimos años y, por lo tanto, no era posible desplegar el sistema para proteger a todas las comunidades.

#### Accidente de diciembre de 2011
El 26 de diciembre de 2011 se produjo un accidente durante un simulacro de mantenimiento en uno de los sistemas. Mientras cargaban misiles en un vehículo lanzador desde un búnker en la escuela de la Red de Defensa Aérea cerca del kibutz Mashabei Sadeh en el Néguev, dos soldados hicieron que veinte interceptores Tamir cayeran desde una altura de cuatro metros cerca de soldados y oficiales sin detonar, sin causar lesiones, pero dejándolos inutilizables. Ynetnews informó que los soldados nunca estuvieron en peligro porque los misiles interceptores están equipados con un mecanismo de seguridad que evita explosiones prematuras. El portavoz de las FDI dijo que el comandante de la Fuerza Aérea, mayor general Ido Nehoshtan, designó un comité para examinar el accidente y ordenó la parada inmediata de todos los trabajos de mantenimiento de la Red de Defensa Aérea hasta que se concluyera una investigación preliminar. También indicó que durante la semana siguiente se tomarán acciones para “mejorar las habilidades y la conciencia de seguridad”. Un funcionario de seguridad dijo a Reshet Bet que el fracaso fue doble, ya que los soldados y su comandante se desviaron de protocolos de seguridad extremadamente estrictos y se perdieron 20 interceptores costosos. Walla!, el sitio web informó que los soldados cometieron un error al cargar los misiles y cayeron hacia atrás. El sitio web calculó el daño en US$1millón (a 50.000 dólares por misil). Los misiles fueron transferidos de regreso a Rafael para determinar si podían ser reparados.
El 1 de enero de 2012, el comandante de la escuela condenó a esos soldados a castigo tras una investigación sobre su conducta en relación con el incidente. Al teniente a cargo de la tripulación de carga se le dieron 21 días en mahbosh, mientras que al sargento a cargo de la tripulación técnica se le dieron 14 días.

### 2012

#### Ataques intensos de marzo de 2012
Tras el asesinato por parte de las FDI de Zohair al-Qaisi, secretario general de los Comités de Resistencia Popular en Gaza, el 9 de marzo de 2012, se dispararon más de 300 cohetes contra Israel. Unos 177 cayeron en territorio israelí. Cúpula de Hierro interceptó con éxito al menos 56 cohetes (dirigidos a centros de población) en 71 intentos.

#### Julio de 2012: primer despliegue en Eilat
El 11 de julio de 2012, Ynetnews informó que ese día se desplegó el sistema en la zona metropolitana de Eilat como parte de un estudio de las FDI destinado a probarlo en varias áreas de Israel. Las Fuerzas de Defensa de Israel publicaron en su sitio web que la batería se estacionaría allí temporalmente como parte de un esfuerzo para probar y preparar diferentes sitios en todo el país para la posibilidad de estacionar allí de forma permanente baterías adicionales. "Dado que el sistema continúa creciendo y mejorando, es importante probar sitios potenciales", dijo un comandante de la Formación de Defensa Aérea. "Después de instalar baterías en numerosas regiones del sur de Israel, incluidas Ashkelon, Ashdod, Netivot y Gush Dan, es hora de probar la región más meridional del país, Eilat". Haaretz informó que un funcionario, que habló bajo condición de anonimato, dijo que los interceptores fueron instalados el 9 de julio. Tres semanas antes, dos cohetes Katiusha fueron disparados hacia el sur de Israel y, según The Jerusalem Post, las FDI creían que procedían del Sinaí. Según el informe, las FDI estiman que fueron disparados por una célula de cohetes palestina de Gaza (afiliada a Hamás o a la Jihad Islámica) o por beduinos autónomos que trabajan para ellos. Estos lanzamientos se produjeron después de uno anterior en abril de 2012, cuando al menos un cohete Katiusha fue disparado desde el Sinaí a Eilat. Ynetnews informó que, según una fuente militar, después de estos ataques con cohetes, las FDI decidieron no correr ningún riesgo y calibraron el sistema a la topografía de la región, antes de desplegarlo finalmente. El despliegue del sistema se coordinó con las comunidades locales y la ciudad de Eilat, para evitar el pánico público.

#### Operación Pilar Defensivo, noviembre de 2012

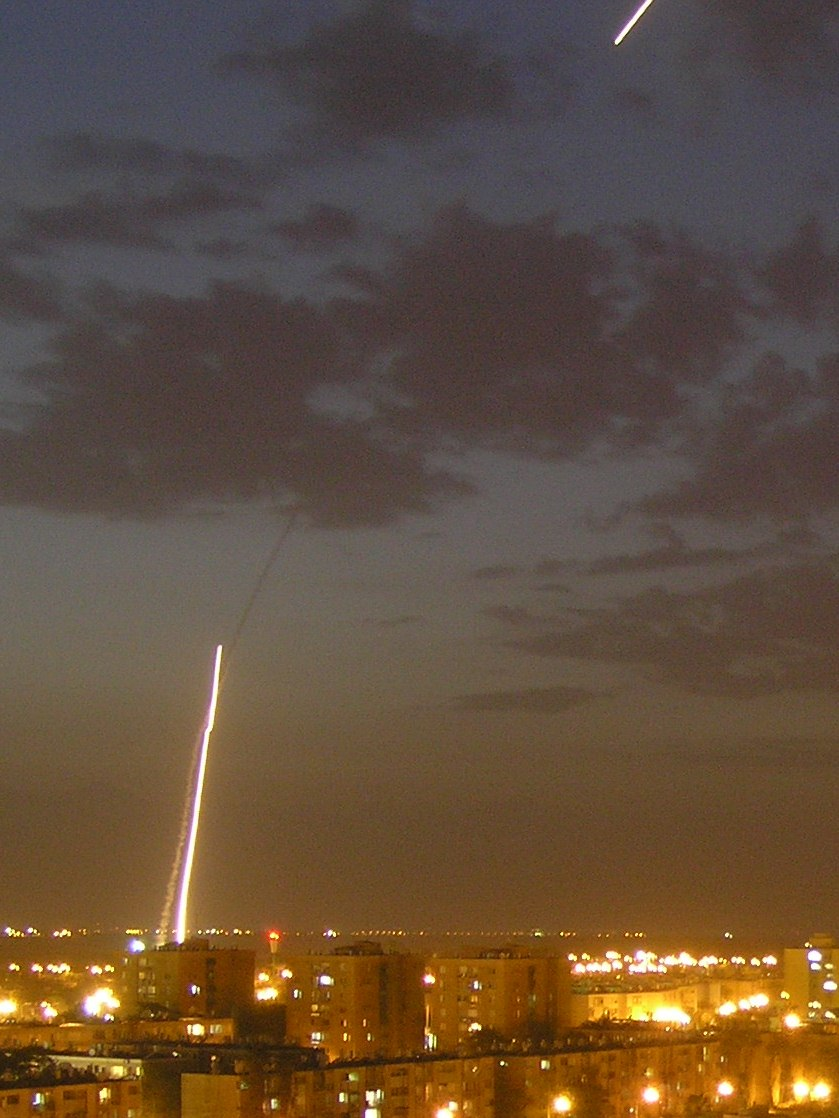
Lanzamiento del Cúpula de Hierro durante la Operación Pilar de Defensa, noviembre de 2012

Según la Fuerza Aérea israelí, durante la Operación Pilar Defensivo (14-21 de noviembre de 2012) la Cúpula de Hierro realizó 421 intercepciones. El 17 de noviembre, después de que dos cohetes alcanzaran Tel Aviv durante la operación, se desplegó una batería en la zona. En cuestión de horas, un tercer cohete fue interceptado por el sistema. Esta quinta batería no estaba prevista su entrada en servicio hasta principios de 2013.

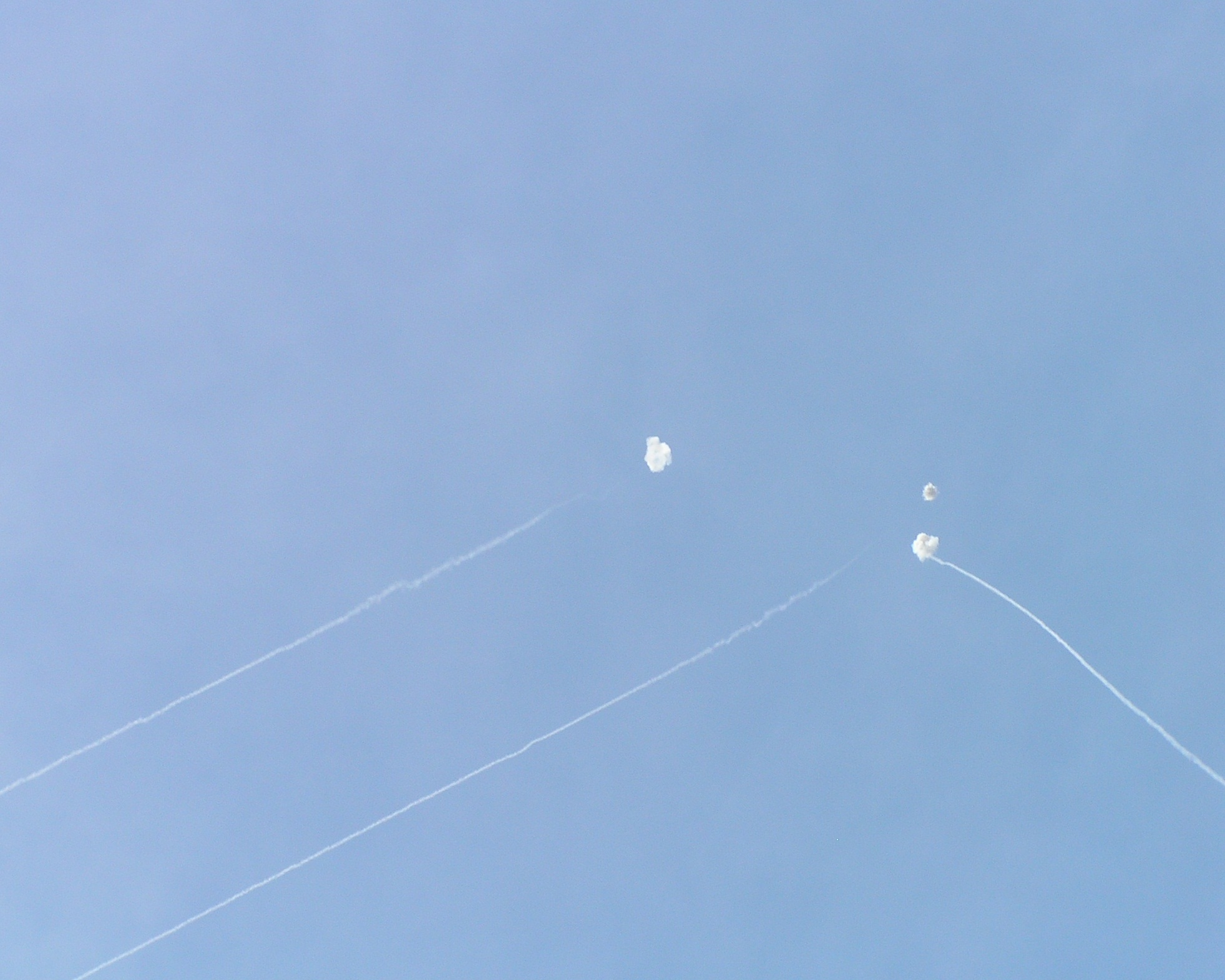
El misil Cúpula de Hierro intercepta cohetes durante la Operación Pilar de Defensa, 2012

CNN transmitió una estimación de que la tasa de éxito de Cúpula de Hierro en Pilar Defensivo fue de alrededor del 85%.

### 2014

#### Julio de 2014 Operación Margen Protector
El sistema se empleó durante la operación Margen Protector, para interceptar cohetes lanzados desde Gaza hacia partes del sur, centro y norte de Israel. En agosto de 2014 se habían desplegado diez baterías en todo Israel.  Durante los 50 días que duró el conflicto, se dispararon 4.594 cohetes y morteros contra objetivos israelíes; los sistemas interceptaron 735 proyectiles que determinaron que eran amenazantes, logrando una tasa de éxito de intercepción del 90 por ciento. Sólo 70 cohetes disparados contra Israel desde Gaza no fueron interceptados. Un civil murió y otros tres, y nueve militares, resultaron heridos por bombas de mortero, pero no estaban en zonas protegidas por la Cúpula de Hierro. Sólo el 25 por ciento de los cohetes disparados fueron considerados amenazantes debido a la baja precisión y la trayectoria inestable de los cohetes de mala calidad disparados. Se habían desplegado seis sistemas antes de las hostilidades, y se pusieron en servicio tres más, para un total de nueve baterías utilizadas durante el conflicto; se entregó un décimo sistema, pero no se desplegó debido a la escasez de personal.

### 2018

#### Incidentes entre Israel e Irán en mayo de 2018
El 10 de mayo de 2018, el Cuerpo de la Guardia Revolucionaria Islámica (IRGC) de Irán supuestamente lanzó 20 cohetes desde Siria hacia Israel en represalia por los recientes ataques aéreos israelíes contra las instalaciones del IRGC. Según un portavoz de las FDI, 16 de los cohetes cayeron cerca de la frontera israelí y Cúpula de Hierro interceptó los otros cuatro. Israel no informó de víctimas ni daños.

#### Enfrentamientos entre Gaza e Israel
El sistema interceptó 100 cohetes lanzados desde la Franja de Gaza a mediados de noviembre de 2018.

### 2019

#### Vídeo del monte Hermón
El 21 de enero de 2019, las FDI publicaron en línea imágenes de un ataque con cohetes del Ejército Árabe Sirio a los Altos del Golán que fue interceptado por Cúpula de Hierro. El vídeo fue filmado por esquiadores en la estación de esquí de Monte Hermón ; las autoridades israelíes anunciaron que la estación estaba cerrada hasta nuevo aviso. El ataque fue en respuesta al lanzamiento por parte de Israel de nueve cohetes contra objetivos del SAA en el oeste de Damasco.

### 2021

#### Crisis entre Israel y Palestina de 2021

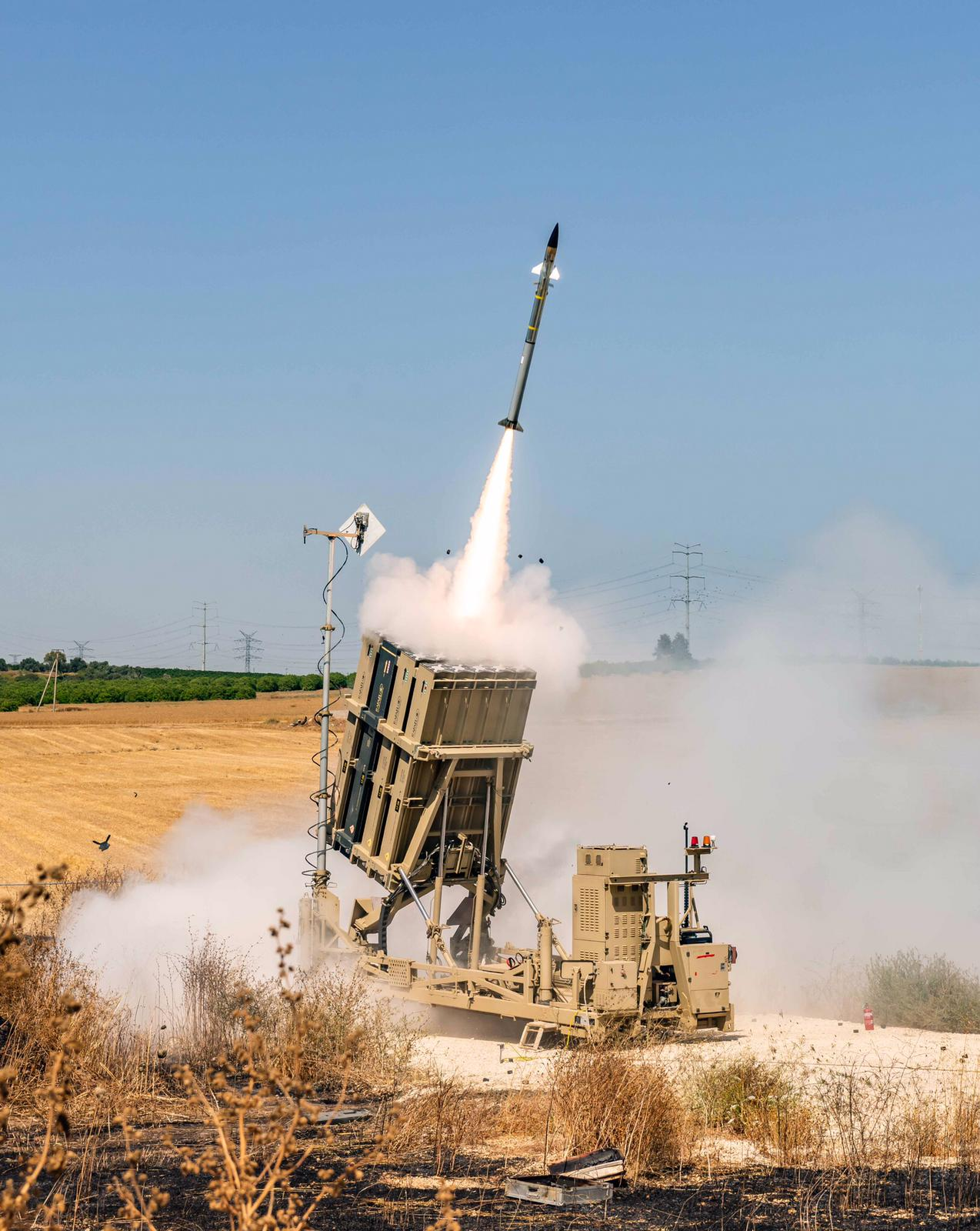
Cúpula de Hierro lanza un interceptor Tamir durante la Operación Guardián de los Muros, mayo de 2021

Durante la crisis entre Israel y Palestina de 2021, Hamás disparó más de 4.300 cohetes contra Israel desde Gaza entre el 11 y el 21 de mayo. En las primeras 24 horas del conflicto se dispararon 470 cohetes, una cifra mucho mayor que la alcanzada en conflictos anteriores. De los cohetes, el 17% fueron ataques de largo alcance contra Tel Aviv, una cifra superior a la anterior. Alrededor de 680 de los cohetes disparados durante las hostilidades no alcanzaron su objetivo y cayeron en Gaza; el sistema Cúpula de Hierro interceptó alrededor del 90% de aquellos que se dirigían a zonas pobladas dentro de Israel. Durante la operación se derribó un avión no tripulado cargado de bombas.
El 15 de mayo de 2021, Israel destruyó con un ataque aéreo el edificio de doce pisos de la torre Jala, que albergaba las oficinas en Gaza de Associated Press (AP) y Al Jazeera, dando un aviso de evacuación con una hora de antelación. Israel afirmó que Hamás estaba llevando a cabo operaciones de inteligencia de señales (SIGINT), inteligencia de señales electrónicas (ELINT) y guerra electrónica (EW), incluido el desarrollo de un sistema electrónico para bloquear la Cúpula de Hierro, desde el interior del edificio.

### 2024
Durante los ataques iraníes de abril de 2024 contra Israel, se desplegó la Cúpula de Hierro e interceptó ataques de Irán.
En octubre de 2024, los misiles antiaéreos que Israel utilizaba para abastecer al Cúpula de Hierro se estaban agotando, lo que provocó que se desplegaran fuerzas estadounidenses en Israel con un sistema de misiles THAAD.

## Despliegue en el mar
En 2017 se informó que Israel estaba planeando desplegar baterías Cúpula de Hierro en el mar para proteger las plataformas de gas en alta mar, trabajando en conjunto con el sistema de misiles Barak 8 de Israel. Se desplegarían dos baterías Cúpula de Hierro en cada una de las corbetas clase Sa'ar 6 de la Armada israelí, que están a cargo de proteger las plataformas de gas natural frente a las costas de Israel y sus rutas de navegación. Durante un ejercicio militar en febrero de 2022, un modelo avanzado del Cúpula de Hierro instalado en las corbetas Sa'ar-6 pudo derribar cohetes, drones y misiles de crucero en el mar.
El 8 de abril de 2024, la batería C-Dome de la corbeta clase Sa'ar 6 INS Magen logró la primera intercepción operativa del sistema cuando derribó un dron UAV cerca de Eilat.

## Ventas al exterior
Se han exportado algunos sistemas Cúpula de Hierro. Una debilidad para la mayoría de los mercados potenciales es que cada sistema sólo protege aproximadamente de 100 a 150 kilómetros cuadrados; esto es efectivo en un país pequeño como Israel, pero no para Estados más grandes. Incluso en Israel, las baterías tienen que trasladarse en función del riesgo percibido de ataque. Se informa que Singapur, una ciudad-Estado insular soberana, ha comprado el sistema, y el ejército de los Estados Unidos habría comprado dos baterías para proteger sus bases en el extranjero.
Azerbaiyán
El 17 de diciembre de 2016, el ministro de Industria de Defensa de Azerbaiyán, Yavar Jamalov, dijo a los periodistas que Azerbaiyán había llegado a un acuerdo con Israel para comprar baterías Cúpula de Hierro en la primera venta extranjera confirmada del sistema. Se cree que la adquisición del sistema por parte del país está relacionada con la compra por parte de Armenia de misiles balísticos de corto alcance rusos Iskander.
India
El 23 de noviembre de 2012, el periódico The Economic Times informó de que los planificadores de defensa indios estaban considerando la posibilidad de que la India adquiriera una versión autóctona del Iron Dome, y que seguirían de cerca el rendimiento del Iron Dome durante la Operación Pilar Defensivo de 2012. Varios meses antes, los científicos militares de la Organización de Investigación y Desarrollo de Defensa (DRDO) habían sugerido que la India estudiara un programa de desarrollo conjunto con empresas israelíes para desarrollar una versión india del Iron Dome. Ellos creían que las necesidades de defensa de misiles de corto alcance de Israel tienen varios paralelos con la amenaza india de Pakistán, que incluye un sistema de lanzamiento de armas nucleares balísticas cuasi-tácticas de "campo de batalla", llamado Nasr, contra el cual algunas fuentes de defensa indias dicen que la Cúpula de Hierro podría ser un disuasivo efectivo, así como la vulnerabilidad de sus ciudades a los ataques de militantes.

El equipo israelí viene y trabaja en nuestros laboratorios. Nuestro equipo va y trabaja en sus laboratorios e industrias. Se está produciendo un aprendizaje que no existía cuando compramos cosas y las integramos con productos existentes... Hemos iniciado conversaciones sobre Iron Dome para el desarrollo conjunto (en la India).
W. Selvamurthy, Chief Controller looking after international cooperation

El 8 de febrero de 2013, el mariscal Norman Anil Kumar Browne, comandante de la Fuerza Aérea India, dijo a los periodistas que Cúpula de Hierro no era adecuado para el servicio. El anuncio se produjo después de dos años de discusiones. En agosto de 2013, India reanudó sus intentos de adquirir el sistema Cúpula de Hierro después de que Israel aceptara transferir la tecnología del sistema. El Cúpula de Hierro podría complementar el sistema de defensa aérea de largo alcance del Programa de Defensa contra Misiles Balísticos de la India.
En 2017, el primer ministro israelí , Benjamin Netanyahu, y su homólogo indio , Narendra Modi, firmaron una serie de acuerdos sobre defensa y tecnología por un valor aproximado de 2 mil millones de dólares, incluido un acuerdo para comprar el sistema "Cúpula de Hierro".
Rumania
En mayo de 2018, la empresa rumana Romaero firmó un acuerdo para comprar el sistema.
Estados Unidos
El 16 de agosto de 2011, Raytheon Company anunció que se había asociado con Rafael para dirigir la comercialización en los Estados Unidos del sistema. "La Cúpula de Hierro complementa otras armas de Raytheon que proporcionan capacidades de intercepción a la iniciativa de contramisiles, artillería y morteros del ejército de los Estados Unidos en bases de operaciones avanzadas", dijo Mike Booen, vicepresidente de la línea de productos de sistemas de energía dirigida y seguridad avanzada de Raytheon Missile Systems. "El Cúpula de Hierro se puede integrar sin problemas con los sistemas C-RAM de Raytheon para completar la defensa en capas".
El 10 de noviembre de 2011, The Jerusalem Post informó que el Ejército de Estados Unidos había expresado interés en adquirir el sistema, para desplegarlo fuera de las bases avanzadas en Irak y Afganistán que potencialmente podrían ser blanco de cohetes de artillería. El ejército estadounidense había descubierto 107 mm cohetes en Irak. Yossi Druker, jefe de la Dirección Aire-Aire de Rafael, dijo que el acuerdo inicial estaba valorado en 100 millones de dólares, pero podría llegar a varios cientos de millones de dólares en un número de años. En abril de 2016, el interceptor Tamir de Cúpula de Hierro derribó con éxito un UAV durante una prueba de lanzamiento en Estados Unidos, la primera prueba del sistema en suelo extranjero.
En enero de 2019 se informó que Estados Unidos compraría dos baterías Cúpula de Hierro por 373 millones de dólares. Las baterías se desplegarían para proteger a las fuerzas armadas estadounidenses en zonas de operación hostiles. El pedido fue de dos puestos de mando y radares, 12 lanzadores y 480 misiles y se concretó en agosto de 2019. Rafael anunció la entrega de la primera batería el 30 de septiembre de 2020. El 13 de noviembre de 2020, se activó Cúpula de Hierro en Fort Bliss para probar si podía conectarse a la red de defensa aérea y de misiles del Ejército, para servir como una capacidad provisional para interceptar misiles de crucero.
En 2020, el servicio decidió no comprar más sistemas Cúpula de Hierro, aparentemente por problemas de integración con la nueva arquitectura de red del Sistema de Comando de Batalla Integrado (IBCS). El Ministerio de Defensa israelí anunció la entrega de la segunda batería el 3 de enero de 2021.
En agosto de 2021, el Ejército realizó una prueba de fuego real y logró atacar con éxito ocho misiles de crucero sustitutos.
El 8 de octubre de 2021, la revista The War Zone informó que el 94.º Comando de Defensa Aérea y de Misiles del Ejército anunció esa semana que estaba siguiendo la Ley de Autorización de Defensa Nacional de 2019, que requería el despliegue de un sistema Cúpula de Hierro en un teatro de operaciones para fines de 2021, mediante el despliegue temporal y experimental de un sistema en la Base de la Fuerza Aérea Andersen en Guam. La batería debía ser operada por el 2º Batallón del 43º Regimiento de Artillería de Defensa Aérea. También afirmó que no estaba previsto realizar allí ninguna prueba de fuego real. The War Zone agregó que la 38.ª Brigada de Artillería de Defensa Aérea del Ejército, entonces con base en Japón, también apoyaría este despliegue. El 9 de noviembre de 2021, el Wall Street Journal informó que el sistema se estaba probando en Guam y especuló que probablemente sería parte de un conjunto diseñado para proteger el área contra posibles ataques de China. El 16 de mayo de 2023, el teniente general estadounidense Daniel Karbler testificó ante el Congreso de Estados Unidos que su país tiene dos baterías Cúpula de Hierro, una de ellas lista para su despliegue y la otra que está finalizando su entrenamiento.

### Posibles ventas al exterior
Chipre
En agosto de 2022, se informó que Chipre había firmado un acuerdo con Israel para comprar la Cúpula de Hierro para la Guardia Nacional chipriota para contrarrestar la amenaza de los drones turcos.
NATO
El 10 de marzo de 2010, The Jerusalem Post informó que el Ministerio de Defensa israelí estaba en conversaciones con varios países europeos sobre la posible venta del sistema para proteger a las fuerzas de la OTAN desplegadas en Afganistán e Irak.
Singapur
Se cree que Singapur tiene al menos una batería, pero el gobierno nunca ha comentado sobre su existencia. Se informó que Singapur fue el principal, aunque secreto, financiador de la investigación y el desarrollo detrás del proyecto Cúpula de Hierro. Dos radares Cúpula de Hierro EL/M-2084 se utilizaron en un ejercicio militar de Singapur en Tailandia en 2016, pero se exhibieron públicamente por primera vez dos años después en el Salón Aeronáutico de Singapur de 2018, sin el lanzador ni la unidad de comando de batalla.
Corea del Sur
Durante una visita a Israel en el verano de 2011, Kwon Oh-bong, vicecomisionado de la Administración del Programa de Adquisiciones de Defensa en Seúl, expresó interés en comprar el sistema para contrarrestar la amenaza que representan la artillería, los cohetes y los misiles norcoreanos.. En 2014, se consideró poco probable que Corea del Sur comprara el sistema Cúpula de Hierro debido a la cantidad de piezas de artillería que enfrentaría, la cobertura que necesitaría proporcionar alrededor de Seúl y el alto costo de los interceptores; en cambio, el esfuerzo se centraría en interrumpir la "cadena de muerte" para detectar y destruir inmediatamente las unidades de artillería y misiles.. Sin embargo, en agosto de 2014, Corea del Sur declaró públicamente que seguía interesada en comprar el sistema para protección contra ataques con cohetes. En octubre de 2017, Corea del Sur anunció que desarrollaría su propio sistema C-RAM tipo Cúpula de Hierro utilizando interceptores de impacto directo. Aunque habían considerado comprar la Cúpula de Hierro, determinaron que el sistema había sido desarrollado principalmente para contrarrestar proyectiles de mortero, y por lo tanto no era adecuado contra los cohetes de artillería más poderosos contra los que tendrían que defenderse.
Arabia Saudita
El 14 de septiembre de 2021, Breaking Defense reveló que Arabia Saudita está considerando agregar la Cúpula de Hierro a su inventario después de que Estados Unidos retirara. THAAD y los MIM-104 Patriot de la Prince Sultan Air Base.

## Vulnerabilidades

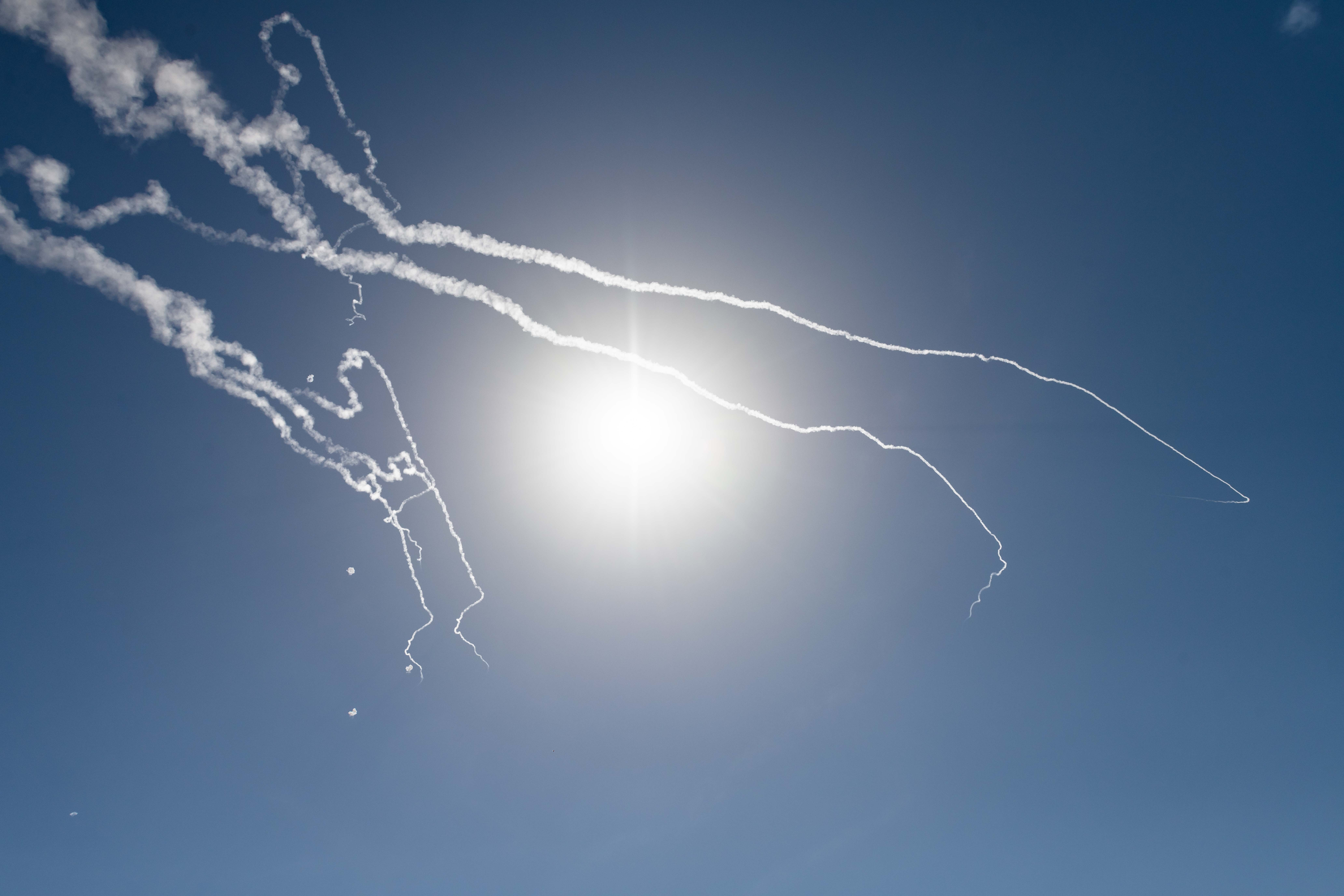
Lanzamiento de la Cúpula de Hierro durante la Operación Guardián de los Muros, mayo de 2021

La Cúpula de Hierro puede ser potencialmente superada por enjambres de muchos misiles que excedan su capacidad para interceptarlos, y por una gran cantidad de misiles atacantes durante una campaña si no hay suficientes interceptores disponibles para contrarrestarlos. Además, el coste de cada intercepción es elevado, mientras que atacar con cohetes puede resultar relativamente económico. Estas son algunas de las razones que motivan el desarrollo del arma de energía Iron Beam para complementar a Cúpula de Hierro, cuyos disparos son más baratos, tiene "munición" ilimitada y es efectiva a corto alcance. Cúpula de Hierro también es significativamente menos efectivo contra ataques de saturación de muy corta distancia. Hamás era consciente de estas vulnerabilidades. Además de tener una gran cantidad de cohetes y utilizar ataques de saturación, disparaban constantemente cohetes a trayectorias bajas para que fuera más difícil interceptarlos.
Según Ronen Bergman, en 2012, durante la Operación Pilar Defensivo, Israel aceptó un alto el fuego anticipado "por una razón que ha permanecido en secreto: el sistema de defensa antimisiles Cúpula de Hierro... se había quedado sin municiones". Bergman dice que, como resultado de la experiencia, Israel había tratado de preparar mayores reservas de interceptores para futuras rondas de combate.
Durante la crisis entre Israel y Palestina de 2021, Israel afirmó que Hamás había estado desarrollando un sistema electrónico para bloquear la Cúpula de Hierro; aviones israelíes destruyeron un edificio que se decía que había sido utilizado para ese fin. El ministro de Defensa ucraniano Oleksii Réznikov ha explicado los defectos del Cúpula de Hierro, si se despliega en Ucrania: "Todos conocemos el ejemplo de Israel, que protege bastante bien el cielo. Todos conocemos el nombre Cúpula de Hierro, pero ni siquiera éste ofrece una protección del 100%. De hecho, he estado en Israel y he hablado con sus fabricantes y empresas estatales. Cúpula de Hierro fue construido [para proteger] contra misiles lentos, de baja altitud y bajo impacto que se fabricaban básicamente en garajes. Cúpula de Hierro no protege contra misiles de crucero y balísticos".
Durante una audiencia ante el Subcomité de Fuerzas Estratégicas de las Fuerzas Armadas del Senado de Estados Unidos, se le preguntó al subsecretario de Defensa para Política Espacial, John F. Plumb, por qué no se había desplegado un sistema Cúpula de Hierro en Ucrania, dado que Estados Unidos ha contribuido con unos 2.600 millones de dólares a su desarrollo. El secretario Plumb explicó que a Ucrania se le han suministrado "cosas que podemos suministrar desde nuestro propio stock", como el sistema de misiles Patriot. El Comandante del Sistema Espacial y de Defensa de Misiles del Ejército de Estados Unidos, Teniente General. Daniel Karbler, explicó además que Estados Unidos sólo cuenta con dos sistemas, uno de los cuales se utiliza para pruebas. Según el secretario Plumb, el segundo podría ser desplegado en Ucrania: "el ejército tiene una [batería Cúpula de Hierro] disponible para ser desplegada si recibimos una solicitud".
Amir Peretz, un exministro de defensa israelí que impulsó la implementación del proyecto Cúpula de Hierro, dijo al Washington Post que el sistema no es más que una medida provisional y que "al final, lo único que traerá verdadera tranquilidad es una solución diplomática".

## Costo
En 2010, antes de que el sistema entrara en funcionamiento, Cúpula de Hierro fue criticado por Reuven Pedatzur, un analista militar, expiloto de combate y profesor de ciencia política en la Universidad de Tel Aviv, por sus altos costes de funcionamiento, pues el costo de fabricación de un cohete Qassam (el típico cohete empleado por las fuerzas palestinas) ronda los 800 dólares, mientras que fabricar y lanzar un misil interceptor Tamir cuesta entre 35.000 y 50.000 dólares. Los costes elevados, en opinión de los críticos, supondrían un problema económico para Israel si se lanzaran un gran número de cohetes enemigos. La empresa Rafael respondió que los costes estimados son exagerados y que Cúpula de Hierro está dirigida a interceptar sólo aquellos cohetes que constituyan una amenaza y que las vidas salvadas y el impacto estratégico son más importantes que los costes.
En un artículo de opinión del diario Haaretz, Jamie Levin sugirió que era probable que la puesta en marcha de Cúpula de Hierro aumentaría la demanda de este tipo de sistemas. También criticó que este tipo de inversiones provocarían déficits presupuestarios y que el dinero necesario para equilibrar las cuentas saldrían de fondos destinados a los sectores más vulnerables de la sociedad, como los fondos para el bienestar social.